# Martesia striata
Martesia striata is een tweekleppigensoort uit de familie Pholadidae. De wetenschappelijke naam van de soort is gepubliceerd in 1758 door Linnaeus als Pholas striatus in de tiende editie van Systema naturae.
Barnea:
candida · 
cylindrica · 
parva · 
Martesia:
striata · 
Pholadidea:
loscombiana · 
Pholas:
dactylus · 
Zirfaea:
crispata